# Cazeaux-de-Larboust
Cazeaux-de-Larboust ist eine französische Gemeinde mit 93 Einwohnern (Stand 1. Januar 2022) im Département Haute-Garonne in der Region Okzitanien (zuvor Midi-Pyrénées). Die Einwohner werden als Cazeausois bezeichnet.

## Geographie
Umgeben wird Cazeaux-de-Larboust von den fünf Nachbargemeinden: 
| Garin | Billière                                    |                       |
| Oô    | Kompassrose, die auf Nachbargemeinden zeigt | Castillon-de-Larboust |
|       | Benasque                                    |                       |

## Bevölkerungsentwicklung
| Jahr                       | 1962 | 1968 | 1975 | 1982 | 1990 | 1999 | 2007 | 2012 | 2017 | 2019 |
| -------------------------- | ---- | ---- | ---- | ---- | ---- | ---- | ---- | ---- | ---- | ---- |
| Einwohner                  | 97   | 89   | 62   | 65   | 72   | 61   | 91   | 95   | 97   | 99   |
| Quellen: Cassini und INSEE |      |      |      |      |      |      |      |      |      |      |

## Sehenswürdigkeiten
- Kirche Ste-Anne (Monument historique), erbaut im 12. Jahrhundert, mit Fresken (um 1500)